# Rachel Kohen-Kagan
Rachel Kohen-Kagan (hebr.: רחל כהן-כגן, ang.: Rachel Cohen-Kagan, ur. 7 lutego?/19 lutego 1888 w Odessie, zm. 15 października 1982) – izraelska polityk, poseł do Knesetu w latach 1949–1951 z listy WIZO, w latach 1961–1965 z listy Partii Liberalnej. Sygnatariuszka Deklaracji niepodległości Izraela.
Była sygnatariuszką ogłoszonej 14 maja 1948 Deklaracji niepodległości Izraela.
W wyborach parlamentarnych w 1949 po raz pierwszy dostała się do izraelskiego parlamentu jako jedyny poseł z listy Międzynarodowej Syjonistycznej Organizacji Kobiet (WIZO). W wyborach w 1951 straciła miejsce w Knesecie. Do parlamentu powróciła po wyborach w 1961 z listy Partii Liberalnej. 16 marca 1965 znalazła się w grupie działaczy (Pinchas Rosen, Mosze Kol, Jizhar Harari, Jicchak Golan, Beno Kohen, Jehuda Sza’ari), którzy – w sprzeciwie przeciwko planowanemu połączeniu Liberałów z Herutem i stworzeniu Gahalu – opuścili Partię Liberalną tworząc nowe ugrupowanie – Niezależnych Liberałów.